# Аулієкольський район
Аулієко́льський район (каз. Әулиекөл ауданы, рос. Аулиекольский район) — адміністративна одиниця у складі Костанайської області Казахстану. Адміністративний центр — село Аулієколь.

## Населення
Населення — 35648 осіб (2021, 47538 у 2009, 55338 у 1999, 65640 у 1989).
Національний склад (станом на 2010 рік):
- казахи — 24577 осіб (51,68 %)
- росіяни — 12660 осіб (26,62 %)
- українці — 4733 особи (9,95 %)
- німці — 1944 особи (4,09 %)
- татари — 879 осіб
- білоруси — 811 осіб
- чеченці — 739 осіб
- башкири — 165 осіб
- удмурти — 141 особа
- молдовани — 110 осіб
- азербайджанці — 105 осіб
- мордва — 70 осіб
- чуваші — 77 осіб
- поляки — 73 особи
- інгуші — 68 осіб
- вірмени — 43 особи
- корейці — 32 особи
- інші — 327 осіб

## Історія
Район був утворений 1928 року як Семиозерний. 17 червня 1997 року отримав сучасну назву.

## Склад
До складу району входять 1 селищна адміністрація, 3 сільські адміністрації та 11 сільських округів:
| Поселення                           | Площа, км² | Населення, осіб (1989) | Населення, осіб (1999) | Населення, осіб (2009) | Населення, осіб (2021) | Центр        | К-ть нп |
| ----------------------------------- | ---------- | ---------------------- | ---------------------- | ---------------------- | ---------------------- | ------------ | ------- |
| Кушмурунська селищна адміністрація  | -          | 11151                  | 9280                   | 9915                   | 6795                   | Кушмурун     | 1       |
| Коктальська сільська адміністрація  | -          | 1530                   | 903                    | 594                    | 532                    | Коктал       | 1       |
| Первомайська сільська адміністрація | -          | 2014                   | 1638                   | 965                    | 502                    | Первомайське | 1       |
| Тимофієвська сільська адміністрація | -          | 2722                   | 2339                   | 1753                   | 1240                   | Тимофієвка   | 1       |
| Аманкарагайський сільський округ    | -          | 9289                   | 8817                   | 7819                   | 6791                   | Аманкарагай  | 3       |
| Аулієкольський сільський округ      | -          | 11990                  | 11552                  | 11692                  | 10857                  | Аулієколь    | 1       |
| Дієвський сільський округ           | -          | 7818                   | 6027                   | 3499                   | 1890                   | Дієвка       | 5       |
| Казанбаський сільський округ        | -          | 3671                   | 3248                   | 2202                   | 1382                   | Октябрське   | 5       |
| Москалевський сільський округ       | -          | 2701                   | 1756                   | 1030                   | 622                    | Москалевка   | 2       |
| Новоніжинський сільський округ      | -          | 3677                   | 3043                   | 2902                   | 2138                   | Новоніжинка  | 3       |
| Новоселовський сільський округ      | -          | 2795                   | 2111                   | 1713                   | 1099                   | Новоселовка  | 4       |
| Суликольський сільський округ       | -          | 3460                   | 2544                   | 1934                   | 940                    | Юльєвка      | 3       |
| Чернігівський сільський округ       | -          | 2822                   | 2072                   | 1520                   | 860                    | Чернігівка   | 3       |

- 28 серпня 1998 року Шобанкольський сільський округ перейменовано в сільський округ імені Кабідолли Тургумбаєва[4].
- 20 листопада 2009 року Чернишевський сільський округ перетворено в Первомайську сільську адміністрацію, Аманкарагайська селищна адміністрація перетворена в Аманкарагайський сільський округ[5].
- 29 травня 2013 року Тимофієвський сільський округ перетворено у Тимофієвську сільську адміністрацію, Шагалинський сільський округ перетворено у Коктальську сільську адміністрацію[6].
- 31 жовтня 2019 року ліквідовані сільський округ імені Кабідолли Тургумбаєва та Косагальський сільський округ, територію включено до складу Дієвського сільського округу[7].

## Найбільші населені пункти
Населені пункти з чисельністю населення понад 1000 осіб:
| № | Населений пункт | Населення, осіб (1989) | Населення, осіб (1999) | Населення, осіб (2009) | Населення, осіб (2021) |
| - | --------------- | ---------------------- | ---------------------- | ---------------------- | ---------------------- |
| 1 | Аулієколь       | 11990                  | 11552                  | 11692                  | 10857                  |
| 2 | Кушмурун        | 10189                  | 8591                   | 9633                   | 6795                   |
| 3 | Аманкарагай     | 8571                   | 8120                   | 7304                   | 6403                   |
| 4 | Новоніжинка     | 2675                   | 2139                   | 2305                   | 1820                   |
| 5 | Дієвка          | 2280                   | 2079                   | 2018                   | 1466                   |
| 6 | Тимофієвка      | 2013                   | 1840                   | 1730                   | 1240                   |